# マセラティ・3500GT
3500GTはイタリアのマセラティで開発、1957年から1964年まで生産された高級スポーツカー。マセラティ初の量産車である。

## 経緯

### 開発構想
1950年代半ばまでマセラティはフェラーリの最大のライバルとしてレース活動を主体としており、マセラティ・A6などロードカーの市販も手掛けてはいたがごく少量生産で、依頼主のオーダーを受けてから造るワンオフカー的な要素が強いものだった。また当時のスポーツカーは一般的に信頼性が低く、フェラーリなどはスピードは出せるが、高い値段の割にロードカーとしては居住性が劣悪で、信頼性にも著しく欠けていた。そのような状況を打開するため、当時のマセラティのトップ、オメル・オルシとチーフエンジニアのジュリオ・アルフィエーリは、『速く、そして安心して乗れるグランツーリスモ』を、しかも量産車で実現するという構想を立てた。開発コードネームはティーポ101（Tipo101 ）。

### 転換
ティーポ101は『可能な限り生産コストを押さえながらも高い品質と信頼性の確保』が要求された。エンジニアリングとしては相反するこの難題を突きつけられたアルフィエーリは独自設計、自社生産を極力省き、まず成功を収めていたレーシングカーのティーポ・350Sから直列6気筒エンジンを流用し、その他の主要構成部品は欧州の各有名ブランド品を採用する、という妙案を思い付いた。アルフィエーリはレース用エンジンを市販車用に設計変更し、キャブレターはウェーバー（現在マニエッティ・マレリ傘下）、トランスミッションはZF、クラッチアセンブリーはボルグ&ベック（現ボルグワーナー）、リアディファレンシャルはSalisbury、前後サスペンションはAlford & Alderをそれぞれ採用する。こうしてティーポ101は、エンジンは名門マセラティのレース用、主要コンポーネントは全て品質が高く信頼性のあるブランドもので揃えられ、結果生産コストの削減と高い品質・信頼性の確保という相反する要求を見事に両立し、さらには『ブランド価値』まで得ることに成功した。（これ以来、ZF製トランスミッションはマセラティの以降のモデルに採用されていく。）
このティーポ101計画は後のマセラティにとってより大きなより意味を持つことになった。1957年にマセラティはF1チャンピオンシップ獲得するも、いくつか不運が重なりワールドスポーツカーレーシングチャンピオンシップを惜しくも逃してしまい、1958年以降マセラティは財政難に陥ってしまうためである。

### デビュー
1957年3月、ジュネーヴ・モーターショーで3500GTとして初披露。“3500”はエンジンの排気量、“GT”は当初のコンセプト、グランツーリスモからとった。マセラティブースにはカロッツェリア・アレマーノの作によるものと、当時マセラティのロゴ等のデザインを担当していたカロッツェリア・トゥーリングの作によるものの2台のプロトタイプが用意された。ツーリングは当初のコンセプト通り極めて優美な2+2クーペをデザインし、初の量産車にして後にマセラティ伝統となるラグジュアリーGTカーを体現しており、このデザインがオメル・オルシに採用されて1957年暮れから1958年明けにかけて3500GTの生産を開始した。生産モデルはプロトタイプからヘッドランプ、インパネ類、ダッシュボードの変更、フロントグリルのデザインなど、細部に少々のデザイン変更を受けた。フロントディスクブレーキ、LSDがオプションで随時追加されていく。
1960年、ヴィニャーレのデザイン・設計によりホイールベースの縮められた3500スパイダーを発表（後述）。1961年にはキャブ仕様からインジェクションに変更された3500GTIを発表。1962年、古く見え始めていたデザインが見直され、ボンネットとサイドのエアインテーク、フロントグリルに多少のデザイン変更を受けた。
1964年、生産終了。総生産台数1,983台（クーペモデルのみ）。3500GTは販売としてもデザインとしても大成功を収め、この成功を見たマセラティは先述の財政事情もあり1960年をもってF1参戦中止、以降は量産車の開発、生産にシフトしていく。同様に3500GTの成功を見て制作されたプロトタイプは10台以上、制作したカロッツェリアは8社にもなる。名実共にマセラティの命運を変え、また以後のマセラティの礎ともなっている3500GTは、以後のマセラティ量産車の中でも群を抜いた生産台数を誇っている。

## 機構
3500GT：直列6気筒エンジンはDOHCヘッドの2バルブ、3チョーク x2のウェーバー・キャブレター搭載し、排気量3,485ccに圧縮比8.5:1とし、最高出力220馬力/5,500rpmで発生した（プロトタイプは226馬力/5,500rpm）。シャシーは高強度鋼管によるマルチチューブラーフレーム、乾燥重量は1,300kgの車重を実現。足回りは油圧制御ドラムブレーキ、フロントがダブルウィッシュボーン+トーションバー、リアはリーフスプリングにリジッドアクスルとした。
3500GTI：ZF製5速MTを標準搭載し、キャブからルーカス製ダイレクトインジェクションに改められ、これにより最高出力は235馬力まで高められた。最高速度は230km/h。

## 3500スパイダー・ヴィニャーレ
3500GTの成功はすぐにオープントップモデルの需要を呼んだ。1957年以前、ピエトロ・フルアは開発段階の3500GT（Tipo101 ）のシャシーにスパイダープロトタイプをデザイン、作成している。1958年、カロッツェリア・ツーリングが２つのオープントッププロトタイプを制作。
1959年ジョヴァンニ・ミケロッティのデザイン、カロッツェリア・ヴィニャーレが制作したスパイダーモデルにがマセラティに採用され、3500スパイダー・ヴィニャーレ（3500 Spyder Vignale ）として発売された。
ミケロッティの描いたヘッドライトからテールランプまで緩やかに漂う曲線は3500GTのデザインをより優雅に引き立たせ、極めて美しい物となっている。
3500GTとともに機構面でのアップグレードを受け、1960年、スパイダー・ヴィニャーレの本格生産が始まる。ホイールベースがクーペモデルより10cm短狭められ2,500mmとなり、小さな後席はより小さくなった。初期モデルからフロントにディスクブレーキが標準採用され、リアはドラムブレーキ、トランスミッションは4MTだった。クーペモデルの3500GTと違いボディにアルミニウムが多用されている。それ故に『超軽量ボディ』という言葉が使われた。スパイダー・ヴィニャーレのボディやドアは強度を得るためスチール製だが、ボンネットやトランクリッドにはアルミニウムが用いられ、重量増しを押さえている。
1961年、クーペモデルの3500GTIとともに5MT化、キャブをインジェクションに変更し、最大出力を235馬力まで上げている。
1964年、3500GTとともに生産終了した。総生産台数242台。

## GT
3500GTが1957年3月のジュネーヴショーにて初披露されてから丁度50年後の2007年3月、同じくジュネーヴ・モーターショーで新型車マセラティ・グラントゥーリズモが発表された。この“グラントゥーリズモ”という名称は、3500GTの初期コンセプト『速く、そして安心して乗れるグラントゥーリズモ』から来ている。